# Устата
 Тази статия е за певеца Иван Динев – Устата.  За фигуриста вижте Иван Динев.  
Иван Динев, познат на публиката с артистичния си псевдоним Устата, е български певец и актьор.

## Биография
Роден е в село Трояново, област Стара Загора на 10 октомври 1977 г. От I до IV клас учи в математическа паралелка на II ОУ „П. Р. Славейков“. Завършва Математическата гимназия в Стара Загора през 1996 г. Бил е по-известен като Иван Рапа. Шампион е на България по брейк денс за 1992 г.

## Музикална кариера
Устата започва своята музикална кариера като съоснавател на групата „XXL“ (заедно с Иво Малкия). За 2 години издават 2 албума: „Деградация“ (1995) и „Важен е размерът“ (1996).
През 1998 г. Устата се мести в София и работи с DJ Станчо и Lady B. Започва самостоятелна кариера с песента „Да не ми прилича на...“. Следват „Толкова си сладка“ и „Тръпна да те дръпна“ с Джон Калека. Истинската слава идва след успешните му дуети с Руши Видинлиев и Румънеца и Енчев. Сприятелява се с тях покрай съвместно турне и решават да запишат песента „От утре...“, след което основават продуцентска къща „Селект мюзик“ през 2004 г.
Устата се явява на конкурс за Евровизия с песента „Всички дрехи ми пречат“ и стига до финала.
През 2006 – 2007 г. се посвещава на 4 дуета със Софи Маринова. Двамата се появяват и като специални гости в национално турне на Слави Трифонов, след което Устата заявява, че ще се посвети на самостоятелната си кариера.
Устата се появява в „Нова песен неромантична“, български вариант на дуетната „My Way Back“ на Лора Владова и Светлозар Христов.
През 2004 г. Устата се появява на сцената за връчване на годишните награди на телевизия ММ с питон на врата. Следващата година се появява в „ролята“ на Хитлер.
В края на 2005 г. заснема клип, в който е в декор на Белия дом, а самият певец е президент на САЩ.
Актьорската му кариера започва с малка роля на рапър – бивш затворник в телевизионната продукция „Кафе пауза“ на Нова ТВ.

## Дискография

### Студийни албуми

#### Албуми с група XXL
- Деградация (1995)
- Важен е размерът (1996)

#### Самостоятелни албуми
- От уста на уста (2004)
- 50/50 (2006)
- Face to face (2008)

### Други песни
- Instead (дует с Руши Видинлиев) (2004)
- Нова песен неромантична (трио с Лора Владова и Светозар Христов) (2007)
- Дива любов (дует със Софи Маринова) (2007)
- Бате шефе (дует със Софи Маринова) (2009)
- Com Press (2009)
- С близането идва апетитът (2010)
- Нащракай се (дует с Азис) (2010)
- Cuba Libre (2011)
- Силикон-регетон (2011)
- Режи го на две (дует със Софи Маринова) (2012)
- Абитуриенти (дует с Тони Стораро) (2012)
- Отнесени от вихъра (дует със Софи Маринова) (2012)
- Време за избухване (дует с Милко Калайджиев) (2012)
- Baila Morena (2012)
- La Cubanita (дует с Долорес Естрада) (2012)
- Заслужава си (дует със Сиана) (2012)
- Изкушение (дует с Аристос Константину) (2013)
- Пусни го пак (трио с Деси Слава и Манди) (2013)
- Drug (2013)
- Yakoo (2014)
- Хвани ме ако можеш (дует с Илиян) (2014)
- Thelo ksana na se do (дует с Аристос Константину) (2014)
- Престъпно грешен (дует със Стефани) (2014)
- Усещам те (квартет с Трио Сопрано) (2015)
- Гали, гали, гали (2015)
- Чужда стая (2016)
- Не говори за мен (дует с Владимир Димов) (2016)
- Leila Pala Tute (2017)
- Наглата (дует с Вилислав) (2017)
- Давам се целия (2018)
- Дебел (2018)
- Скъпи, купи ми нещо (remix-дует с Глория) (2019)
- Македония (2023)
- Шарени джендъри (2023)
- На мода (дует с Торино и Пашата) (2023)
- Свободата на словото (2023)
- Джакпота или Ботев (2024) (дует с Владимир Димов)
- На Европа дъската й хлопа (2025)